# Фагоцитоза
Фагоцитозата (от старогръцки: φαγεῖν – „ям“) представлява поглъщане на даден обект от клетката чрез вдлъбване на нейната мембрана и обгръщането му с нея. Така обектът попада в цитоплазмата на клетката и там се подлага на вътреклетъчно смилане. Фагоцитоза извършват белите кръвни телца, поглъщайки вредните за организма бактерии. Също така фагоцитоза извършват амебите за придвижване.

## Описание и функция
При фагоцитозата определена клетка (фагоцит) обхваща с псевдоподи някаква частица, поглъща я в цитоплазмата си и я смила чрез лизозомите си. Способността за фагоцитоза е примитивен белег на еукариотната клетка, но е загубена от много съвременни едноклетъчни и от повечето тъкани на многоклетъчните организми. При гръбначните фагоцитозата е присъща само на някои специализирани клетки и има не хранителна, а защитна функция. Тя е основен начин за изчистване на тъканите от проникнали патогени и увредени собствени клетки. Повечето клетки, които активно защитават организма от патогени, спадат към разнородната група на левкоцитите (бели кръвни клетки, макар че не винаги се намират в кръвта). Всички те произлизат от костния мозък. Два вида левкоцити, неутрофилите и макрофагите, изпълняват функцията на фагоцити.

### Неутрофили
Неутрофилите са най-многобройните левкоцити. При диференцирането си те се запасяват с лизозоми и други гранули, съдържащи бактерицидни белтъци. Ядрото се сегментира на 2 – 5 дяла. Диференцираният неутрофил е дребен, беден на органели и неспособен да се дели. След като напусне костния мозък и попадне в кръвообращението, той живее кратко – 1 – 2 дни, след което търпи апоптоза. Неутрофилите осигуряват защита срещу бактерии, особено срещу пиогенните (гноеродни) видове, както и срещу гъби.

### Макрофаги
Макрофагите също имат лизозоми и бактерицидни гранули, но те са сравнително дребни, затова макрофагите не се причисляват към гранулоцитите. Живеят дълго и при нужда обновяват гранулите си. Ядрото е несегментирано, затова макрофагите се наричат още мононуклеарни фагоцити. Всички имена на макрофагите произлизат от сравняването им с неутрофилите, макар че последните рядко се наричат „микрофаги“ и „полинуклеарни“. След като напуснат костния мозък, макрофагите прекарват в кръвта около 1 денонощие и на този етап се наричат моноцити. След това се настаняват за постоянно в тъканите като тъканни (резидентни) макрофаги. Допуска се, че могат да претърпят няколко деления, но обикновено не се делят. Макрофагите действат срещу разнообразни патогени, като особено добре се справят с вътреклетъчните паразити.
Макрофагите в отделните тъкани са получили различни имена, някои от които са дадени в таблицата. Съвкупността от всички макрофаги се нарича мононуклеарна фагоцитна система (старо име: ретикуло-ендотелна система). Фагоцитите разпознават жертвата си по цялостния ѝ облик. И бактериите, и едноклетъчните еукариоти, и повечето вириони силно се различават от бозайниковите клетки по своята повърхност и в частност по вида и гъстотата на въглехидратните остатъци. Фагоцитите имат рецептори от лектинов тип за въглехидрати, откривани върху патогените (лектин се нарича белтък, който специфично свързва въглехидрат, без да е ензим или антитяло).
След като патогенът бъде погълнат, във фагоцита се активират т.нар. кислород-зависими механизми за убиване. Чрез специални ензими от молекулния кислород се получават т.нар. активни форми на кислорода: кислородна молекула, водороден периоксид и хидроксилна група, както и активната съставка на белината – оксохлоратния анион. Освен това фагоцитът има кислород-независими механизми за убиване: лизозим и белтъци, увреждащи бактериалната мембрана.